# Worotno
Worotno (biał. Варотнае; ros. Воротное) – wieś na Białorusi, w obwodzie brzeskim, w rejonie prużańskim, w sielsowiecie Linowo.
Należało do ekonomii prużańskiej. W dwudziestoleciu międzywojennym leżało w Polsce, w województwie poleskim, w powiecie prużańskim.